# Jana Novotná
Pour les articles homonymes, voir Novotná.
Jana Novotná, née le 2 octobre 1968 à Brno en Tchécoslovaquie et morte le 19 novembre 2017 dans la même ville en République tchèque, est une joueuse de tennis tchécoslovaque puis tchèque, professionnelle de 1986 à 1999.
Droitière, son jeu se caractérisait par une pratique spectaculaire du service-volée. En simple, elle a remporté 24 titres dont Wimbledon et les Masters en 1997, saison lors de laquelle elle a atteint la 2e place mondiale. Elle a atteint 17 autres finales, dont 3 en Grand Chelem.
Son palmarès est encore plus fourni en double : elle a été 1re mondiale en 1990 et a été lauréate de 76 tournois, dont 14 en Grand Chelem (avec au moins 2 titres dans chaque tournoi majeur) et 2 aux Masters. S'ajoutent à cela 52 finales perdues, dont 10 en Grand Chelem et 5 aux Masters. Elle a eu de nombreuses partenaires, dont Arantxa Sánchez Vicario (19 titres et 7 finales perdues ensemble), Helena Suková (15/6), Larisa Neiland (13/12), Martina Hingis (8/2), Gigi Fernández (4/6), Lindsay Davenport (4/3) et Catherine Suire (4/2). Elle a aussi remporté 4 tournois du Grand Chelem en double mixte avec Jim Pugh, et atteint une autre finale avec Todd Woodbridge.
Membre de l'équipe tchécoslovaque puis de l'équipe tchèque en Coupe de la Fédération (puis Fed Cup à partir de 1995), elle a contribué à la victoire de son pays lors de l'édition 1988. Sous les couleurs tchécoslovaques puis tchèques, elle a également obtenu trois médailles olympiques : deux d'argent en double avec Helena Suková (1988 et 1996) et une de bronze en simple (1996). Elle a aussi remporté la Hopman Cup en 1994 avec Petr Korda.
Jana Novotná est membre du International Tennis Hall of Fame à partir de 2005.

## Biographie

### Carrière tennistique
Passée professionnelle en 1986, Jana Novotná se distingue d'abord par ses bonnes performances en double : c'est ainsi en double mixte qu'elle gagne son tout premier tournoi du Grand Chelem, à l'Open d'Australie 1988, avec Jim Pugh, avant le premier succès l'année suivante en double dames, à Wimbledon, avec sa compatriote Helena Suková. En 1990, elle rate de peu l'exploit de remporter le grand chelem calendaire avec la même Suková, échouant seulement en finale de l'US Open face à Gigi Fernandez et Martina Navrátilová. Elle devient logiquement numéro un mondiale en double dames le 27 août 1990.
Au début des années 1990, sa collaboration avec sa compatriote Hana Mandlíková porte ses fruits en simple. Les quelques coups d'éclat précédents (victoire contre Gabriela Sabatini en 1988 à Filderstadt ou contre la jeune Monica Seles à Zurich en 1989) font place à une régularité au plus haut niveau. À Roland Garros en 1990, Jana Novotná bat ainsi Gabriela Sabatini, puis Katerina Maleeva, mais échoue sèchement face à Steffi Graf en demi-finale. La championne allemande lui barre à nouveau la route à Wimbledon et à l'US Open, à chaque fois en 1/4 de finale. À l'Open d'Australie 1991, Novotná est enfin victorieuse contre Graf en 1/4 de finale, au terme d'un match superbe conclu 8-6 au 3e set, mettant fin à une série de dix défaites consécutives contre la numéro un mondiale. Elle écarte ensuite Arantxa Sánchez, avant de s'incliner honorablement en finale face à Monica Seles en trois manches. L'année se termine brillamment par une demi-finale au Masters, seulement perdue face à Navrátilová, après une nouvelle victoire sur Steffi Graf au tour précédent. Novotná conclut la saison à la 7e place mondiale, le meilleur résultat de sa carrière jusqu'alors.
Après une saison 1992 plus décevante en comparaison, et ce malgré une nouvelle victoire face à Graf à Chicago, l'année suivante est marquée par ses performances remarquables à Wimbledon, où Novotná élimine Sabatini en 1/4 de finale, puis Navrátilová (première et unique victoire en carrière contre l'ancienne numéro un mondiale) en demi-finale. Elle perd ensuite en finale contre Steffi Graf, non sans avoir dominé la partie (6-7, 6-1, 4-1), avant de craquer nerveusement et de s'incliner par 6-4. Elle est de nouveau battue au même stade de la compétition en 1997 par Martina Hingis ; la Tchèque tient néanmoins son succès sur le gazon londonien dès l'année suivante en dominant aisément Nathalie Tauziat en finale. Il s'agit là de son unique titre du Grand Chelem en simple.
Elle accède au deuxième rang mondial en 1997 après sa finale à Wimbledon et ponctue la saison par une victoire aux Masters contre Mary Pierce, tombeuse de la numéro un mondiale Martina Hingis. Qualifiée chaque année pour les Masters à partir de 1990, elle est encore présente en 1998 mais échoue cette fois-ci face à Steffi Graf dès le premier tour, en trois sets.
Joueuse régulière au plus haut niveau, à l'aise sur toutes les surfaces de jeu, elle a joué treize quarts de finale dans les épreuves majeures, ainsi que cinq demi-finales (Roland Garros en 1990 et 1996, Wimbledon en 1995 et l'US Open en 1994 et 1998). Dans ces tournois majeurs, Jana Novotná est parvenue à battre toutes les grandes championnes de son temps : Steffi Graf (Open d'Australie 1991), Sabatini (Roland Garros 1990 et Wimbledon 1993), Arantxa Sánchez Vicario (Open d'Australie 1991 et Wimbledon 1997), Martina Navratilova (Wimbledon 1993), Monica Seles (Roland Garros 1996), Martina Hingis et la jeune Venus Williams (Wimbledon 1998).
Elle s'est également illustrée aux Jeux olympiques d'Atlanta en 1996, remportant la médaille de bronze en simple après une victoire en quart de finale sur la tête de série numéro un Monica Seles.
C'est néanmoins en double que Jana Novotná a obtenu des résultats d'exception, s'imposant à seize reprises dans les épreuves du Grand Chelem : douze fois en double dames et quatre fois en double mixte. Elle a été deux fois médaillée d'argent aux Jeux olympiques avec Helena Suková : à Séoul en 1988 et à Atlanta en 1996. Avec cette même partenaire, Novotná a été toute proche de réaliser le grand chelem en 1990, n'échouant qu'en finale de l'US Open face à la redoutable paire Gigi Fernández / Martina Navrátilová. Elle a remporté les Masters en 1995 associée à Arantxa Sánchez Vicario et en 1997 aux côtés de Lindsay Davenport, année où elle remporte également le titre en simple.
Sur l'ensemble de sa carrière sportive, elle a enregistré 571 victoires contre 225 défaites en simple et 697 victoires contre 153 défaites en double. Elle n'a pas quitté le top 10 mondial entre 1991 et 1998.
Elle remporte son dernier titre WTA lors du Faber Grand Prix de Hanovre en 1999, battant en finale l'Américaine Venus Williams en deux sets (6-4, 6-4).
Jana Novotná se retire du circuit WTA en 1999, après avoir totalisé vingt-quatre victoires en simple et soixante-seize en double.

### Reconversion
En 2013, elle devient brièvement l’entraîneure, avec sa compagne Iwona Kuczyńska, de Marion Bartoli, onzième joueuse mondiale. Elle prend ensuite en charge sa compatriote Barbora Krejčíková de 2014 à 2017.

### Vie privée
Tout en ayant affirmé n'avoir eu aucune relation amoureuse durant sa carrière, Jana Novotná a admis publiquement son homosexualité et a vécu une relation avec la Polonaise Iwona Kuczyńska après la fin de sa carrière.

### Mort
Jana Novotná meurt d'un cancer le 19 novembre 2017, à l'âge de 49 ans.

## Palmarès

### Titres en simple dames
| No | Date       | Nom et lieu du tournoi                      | Catégorie | Dotation    | Surface         | Finaliste           | Score         |          |
| -- | ---------- | ------------------------------------------- | --------- | ----------- | --------------- | ------------------- | ------------- | -------- |
| 1  | 28-11-1988 | Southern Cross Classic, Adélaïde            | Tier V    | 100 000 $   | Dur (ext.)      | Jana Pospíšilová    | 7-5, 6-4      | Parcours |
| 2  | 22-05-1989 | Internationaux de Strasbourg, Strasbourg    | Tier V    | 100 000 $   | Terre (ext.)    | Patricia Tarabini   | 6-1, 6-2      | Parcours |
| 3  | 06-08-1990 | Virginia Slims of Albuquerque, Albuquerque  | Tier IV   | 150 000 $   | Dur (ext.)      | Laura Gildemeister  | 6-4, 6-4      | Parcours |
| 4  | 07-01-1991 | Holden NSW Open, Sydney                     | Tier III  | 225 000 $   | Dur (ext.)      | Arantxa Sánchez     | 6-4, 6-2      | Parcours |
| 5  | 18-02-1991 | Virginia Slims of Oklahoma, Oklahoma City   | Tier IV   | 150 000 $   | Dur (int.)      | Anne Smith          | 3-6, 6-3, 6-2 | Parcours |
| 6  | 08-02-1993 | World Ladies in Osaka, Osaka                | Tier III  | 150 000 $   | Moquette (int.) | Kimiko Date         | 6-3, 6-2      | Parcours |
| 7  | 19-10-1993 | Autoglass Classic, Brighton                 | Tier II   | 375 000 $   | Moquette (int.) | Anke Huber          | 6-2, 6-4      | Parcours |
| 8  | 26-09-1994 | International GP, Leipzig                   | Tier II   | 400 000 $   | Moquette (int.) | Mary Pierce         | 7-5, 6-1      | Parcours |
| 9  | 18-10-1994 | Brighton International, Brighton            | Tier II   | 400 000 $   | Moquette (int.) | Helena Suková       | 6-7, 6-3, 6-4 | Parcours |
| 10 | 24-10-1994 | Nokia Grand Prix, Essen                     | Tier II   | 400 000 $   | Moquette (int.) | Iva Majoli          | 6-2, 6-4      | Parcours |
| 11 | 20-02-1995 | EA-Generali Ladies, Linz                    | Tier III  | 161 250 $   | Moquette (int.) | Barbara Rittner     | 6-7, 6-3, 6-4 | Parcours |
| 12 | 20-05-1996 | Open Paginas Amarillas, Madrid              | Tier II   | 250 000 $   | Terre (ext.)    | Magdalena Maleeva   | 4-6, 6-4, 6-3 | Parcours |
| 13 | 14-10-1996 | European Indoors, Zurich                    | Tier I    | 926 250 $   | Moquette (int.) | Martina Hingis      | 6-2, 6-2      | Parcours |
| 14 | 28-10-1996 | Ameritech Cup, Chicago                      | Tier II   | 450 000 $   | Moquette (int.) | Jennifer Capriati   | 6-4, 3-6, 6-1 | Parcours |
| 15 | 11-11-1996 | Advanta Championships, Philadelphie         | Tier II   | 450 000 $   | Moquette (int.) | Steffi Graf         | 6-4, ab.      | Parcours |
| 16 | 19-05-1997 | Open Paginas Amarillas, Madrid              | Tier III  | 175 000 $   | Terre (ext.)    | Monica Seles        | 7-5, 6-1      | Parcours |
| 17 | 22-09-1997 | Sparkassen Cup International GP, Leipzig    | Tier II   | 450 000 $   | Moquette (int.) | Amanda Coetzer      | 6-2, 4-6, 6-3 | Parcours |
| 18 | 27-10-1997 | Kremlin Cup, Moscou                         | Tier I    | 926 250 $   | Moquette (int.) | Ai Sugiyama         | 6-3, 6-4      | Parcours |
| 19 | 17-11-1997 | Chase Championships, New York               | Masters   | 2 000 000 $ | Moquette (int.) | Mary Pierce         | 7-6, 6-2, 6-3 | Parcours |
| 20 | 23-02-1998 | Generali Ladies Tennis Grand Prix, Linz     | Tier II   | 450 000 $   | Moquette (int.) | Dominique Van Roost | 6-1, 7-6      | Parcours |
| 21 | 15-06-1998 | Direct Line Int’l Championships, Eastbourne | Tier II   | 450 000 $   | Gazon (ext.)    | Arantxa Sánchez     | 6-1, 7-5      | Parcours |
| 22 | 22-06-1998 | The Championships, Wimbledon                | G. Chelem | 4 404 163 $ | Gazon (ext.)    | Nathalie Tauziat    | 6-4, 7-6      | Parcours |
| 23 | 06-07-1998 | Skoda Czech Open, Prague                    | Tier III  | 160 000 $   | Terre (ext.)    | Sandrine Testud     | 6-3, 6-0      | Parcours |
| 24 | 15-02-1999 | Faber Grand Prix, Hanovre                   | Tier II   | 450 000 $   | Moquette (int.) | Venus Williams      | 6-4, 6-4      | Parcours |

### Finales en simple dames
| No | Date       | Nom et lieu du tournoi                      | Catégorie | Dotation    | Surface         | Vainqueure          | Score                                 |          |
| -- | ---------- | ------------------------------------------- | --------- | ----------- | --------------- | ------------------- | ------------------------------------- | -------- |
| 1  | 28-12-1987 | Ariadne Classic, Brisbane                   | Tier V    | 150 000 $   | Gazon (ext.)    | Pam Shriver         | 7-6, 7-6                              | Parcours |
| 2  | 01-05-1989 | Citizen Cup, Hambourg                       | Tier IV   | 200 000 $   | Terre (ext.)    | Steffi Graf         | Forfait                               | Parcours |
| 3  | 16-10-1989 | European Indoors, Zurich                    | Tier III  | 250 000 $   | Moquette (int.) | Steffi Graf         | 6-1, 7-6                              | Parcours |
| 4  | 14-01-1991 | Ford Australian Open, Melbourne             | G. Chelem | 2 000 000 $ | Dur (ext.)      | Monica Seles        | 5-7, 6-3, 6-1                         | Parcours |
| 5  | 30-09-1991 | Volkswagen Cup, Leipzig                     | Tier III  | 225 000 $   | Moquette (int.) | Steffi Graf         | 6-3, 6-3                              | Parcours |
| 6  | 10-02-1992 | Virginia Slims of Chicago, Chicago          | Tier II   | 350 000 $   | Moquette (int.) | Martina Navrátilová | 7-6, 4-6, 7-5                         | Parcours |
| 7  | 28-09-1992 | Volkswagen Cup, Leipzig                     | Tier III  | 225 000 $   | Moquette (int.) | Steffi Graf         | 6-3, 1-6, 6-4                         | Parcours |
| 8  | 20-10-1992 | Midland Bank Championships, Brighton        | Tier II   | 350 000 $   | Moquette (int.) | Steffi Graf         | 4-6, 6-4, 7-6                         | Parcours |
| 9  | 21-06-1993 | The Championships, Wimbledon                | G. Chelem | 3 312 302 $ | Gazon (ext.)    | Steffi Graf         | 7-6, 1-6, 6-4                         | Parcours |
| 10 | 27-09-1993 | Volkswagen Cup, Leipzig                     | Tier II   | 375 000 $   | Moquette (int.) | Steffi Graf         | 6-2, 6-0                              | Parcours |
| 11 | 19-02-1996 | Faber Grand Prix, Essen                     | Tier II   | 450 000 $   | Moquette (int.) | Iva Majoli          | 7-5, 1-6, 7-6                         | Parcours |
| 12 | 17-02-1997 | Faber Grand Prix, Hanovre                   | Tier II   | 450 000 $   | Moquette (int.) | Iva Majoli          | 4-6, 7-6, 6-4                         | Parcours |
| 13 | 16-06-1997 | Direct Line Int’l Championships, Eastbourne | Tier II   | 450 000 $   | Gazon (ext.)    | Aucune              | finale annulée face à Arantxa Sánchez | Parcours |
| 14 | 23-06-1997 | The Championships, Wimbledon                | G. Chelem | 4 083 056 $ | Gazon (ext.)    | Martina Hingis      | 2-6, 6-3, 6-3                         | Parcours |
| 15 | 16-02-1998 | Faber Grand Prix, Hanovre                   | Tier II   | 450 000 $   | Moquette (int.) | Patty Schnyder      | 6-0, 2-6, 7-5                         | Parcours |
| 16 | 27-04-1998 | Intersport Damen GP, Hambourg               | Tier II   | 450 000 $   | Terre (ext.)    | Martina Hingis      | 6-3, 7-5                              | Parcours |
| 17 | 24-08-1998 | Pilot Pen International, New Haven          | Tier II   | 450 000 $   | Dur (ext.)      | Steffi Graf         | 6-4, 6-1                              | Parcours |

### Titres en double dames
| No | Date       | Nom et lieu du tournoi                         | Catégorie | Dotation    | Surface         | Partenaire           | Finalistes                                  | Score          |          |
| -- | ---------- | ---------------------------------------------- | --------- | ----------- | --------------- | -------------------- | ------------------------------------------- | -------------- | -------- |
| 1  | 18-05-1987 | GP de Strasbourg Strasbourg                    |           | 75 000 $    | Terre (ext.)    | Catherine Suire      | Kathleen Horvath Marcella Mesker            | 6-0, 6-2       | Parcours |
| 2  | 03-08-1987 | Virginia Slims of San Diego San Diego          |           | 75 000 $    | Dur (ext.)      | Catherine Suire      | Elise Burgin Sharon Walsh-Pete              | 6-3, 6-4       | Parcours |
| 3  | 21-09-1987 | Citizen Cup Hambourg                           |           | 150 000 $   | Terre (ext.)    | Claudia Kohde-Kilsch | Natalia Bykova Leila Meskhi                 | 7-6, 7-6       | Parcours |
| 4  | 22-02-1988 | Virginia Slims of Oklahoma Oklahoma City       | Tier V    | 100 000 $   | Moquette (int.) | Catherine Suire      | Catarina Lindqvist Tine Scheuer-Larsen      | 6-4, 6-4       | Parcours |
| 5  | 02-05-1988 | Italian Open Rome                              | Tier IV   | 200 000 $   | Terre (ext.)    | Catherine Suire      | Jenny Byrne Janine Thompson                 | 6-3, 4-6, 7-5  | Parcours |
| 6  | 25-07-1988 | Citizen Cup Hambourg                           | Tier IV   | 200 000 $   | Terre (ext.)    | Tine Scheuer-Larsen  | Andrea Betzner Judith Wiesner               | 6-4, 6-2       | Parcours |
| 7  | 15-08-1988 | Player’s Canadian Open Montréal                | Tier II   | 300 000 $   | Dur (ext.)      | Helena Suková        | Zina Garrison Pam Shriver                   | 7-6, 7-6       | Parcours |
| 8  | 22-08-1988 | United Jersey Bank Classic Mahwah              | Tier IV   | 200 000 $   | Dur (ext.)      | Helena Suková        | Gigi Fernández Robin White                  | 6-3, 6-2       | Parcours |
| 9  | 02-01-1989 | Danone Hard Court Championships Brisbane       | Tier V    | 150 000 $   | Dur (ext.)      | Helena Suková        | Patty Fendick Jill Hetherington             | 6-7, 6-1, 6-2  | Parcours |
| 10 | 13-03-1989 | Virginia Slims of Florida Boca Raton           | Tier II   | 300 000 $   | Dur (ext.)      | Helena Suková        | Jo Durie Mary Joe Fernández                 | 6-4, 6-2       | Parcours |
| 11 | 20-03-1989 | Lipton International Championships Miami       | Tier I    | 750 000 $   | Dur (ext.)      | Helena Suková        | Gigi Fernández Lori McNeil                  | 7-6, 6-4       | Parcours |
| 12 | 24-04-1989 | International Championships of Spain Barcelone | Tier V    | 100 000 $   | Terre (ext.)    | Tine Scheuer-Larsen  | Arantxa Sánchez Judith Wiesner              | 6-2, 2-6, 7-6  | Parcours |
| 13 | 26-06-1989 | The Championships Wimbledon                    | G. Chelem | 2 204 162 $ | Gazon (ext.)    | Helena Suková        | Larisa Savchenko Natasha Zvereva            | 6-1, 6-2       | Parcours |
| 14 | 16-10-1989 | European Indoors Zurich                        | Tier III  | 250 000 $   | Moquette (int.) | Helena Suková        | Nathalie Tauziat Judith Wiesner             | 6-3, 3-6, 6-4  | Parcours |
| 15 | 01-01-1990 | Danone Open Brisbane                           | Tier IV   | 150 000 $   | Dur (ext.)      | Helena Suková        | Hana Mandlíková Pam Shriver                 | 6-3, 6-1       | Parcours |
| 16 | 08-01-1990 | Holden NSW Open Sydney                         | Tier III  | 225 000 $   | Dur (ext.)      | Helena Suková        | Larisa Neiland Natasha Zvereva              | 6-3, 7-5       | Parcours |
| 17 | 15-01-1990 | Ford Australian Open Melbourne                 | G. Chelem | 1 220 160 $ | Dur (ext.)      | Helena Suková        | Patty Fendick Mary Joe Fernández            | 7-65, 7-66     | Parcours |
| 18 | 26-02-1990 | Virginia Slims of Indian Wells Indian Wells    | Tier II   | 350 000 $   | Dur (ext.)      | Helena Suková        | Gigi Fernández Martina Navrátilová          | 6-2, 7-6       | Parcours |
| 19 | 05-03-1990 | Virginia Slims of Florida Boca Raton           | Tier II   | 350 000 $   | Dur (ext.)      | Helena Suková        | Elise Burgin Wendy Turnbull                 | 6-4, 6-2       | Parcours |
| 20 | 16-03-1990 | Lipton International Championships Miami       | Tier I    | 750 000 $   | Dur (ext.)      | Helena Suková        | Betsy Nagelsen Robin White                  | 6-4, 6-3       | Parcours |
| 21 | 28-05-1990 | Roland-Garros Paris                            | G. Chelem | 2 019 720 $ | Terre (ext.)    | Helena Suková        | Larisa Neiland Natasha Zvereva              | 6-4, 7-5       | Parcours |
| 22 | 25-06-1990 | The Championships Wimbledon                    | G. Chelem | 2 561 585 $ | Gazon (ext.)    | Helena Suková        | Kathy Jordan Elizabeth Smylie               | 6-3, 6-4       | Parcours |
| 23 | 13-08-1990 | Virginia Slims of Los Angeles Manhattan Beach  | Tier II   | 350 000 $   | Dur (ext.)      | Gigi Fernández       | Mercedes Paz Gabriela Sabatini              | 6-3, 4-6, 6-4  | Parcours |
| 24 | 31-12-1990 | Danone Open Brisbane                           | Tier IV   | 150 000 $   | Dur (ext.)      | Gigi Fernández       | Patty Fendick Helena Suková                 | 6-3, 6-1       | Parcours |
| 25 | 11-02-1991 | Virginia Slims of Chicago Chicago              | Tier II   | 350 000 $   | Moquette (int.) | Gigi Fernández       | Martina Navrátilová Pam Shriver             | 6-2, 6-4       | Parcours |
| 26 | 29-04-1991 | Citizen Cup Hambourg                           | Tier II   | 350 000 $   | Terre (ext.)    | Larisa Neiland       | Arantxa Sánchez Helena Suková               | 7-5, 6-1       | Parcours |
| 27 | 27-05-1991 | Roland-Garros Paris                            | G. Chelem | 2 698 740 $ | Terre (ext.)    | Gigi Fernández       | Larisa Neiland Natasha Zvereva              | 6-4, 6-0       | Parcours |
| 28 | 19-08-1991 | Virginia Slims of Washington Washington        | Tier II   | 350 000 $   | Dur (ext.)      | Larisa Neiland       | Gigi Fernández Natasha Zvereva              | 5-7, 6-1, 7-6  | Parcours |
| 29 | 07-10-1991 | European Indoors Zurich                        | Tier II   | 350 000 $   | Moquette (int.) | Andrea Strnadová     | Zina Garrison Lori McNeil                   | 6-4, 6-3       | Parcours |
| 30 | 14-10-1991 | Porsche Tennis GP Filderstadt                  | Tier II   | 350 000 $   | Dur (int.)      | Martina Navrátilová  | Pam Shriver Natasha Zvereva                 | 6-2, 5-7, 6-4  | Parcours |
| 31 | 11-11-1991 | Virginia Slims of Philadelphia Philadelphie    | Tier II   | 350 000 $   | Moquette (int.) | Larisa Neiland       | Mary Joe Fernández Zina Garrison            | 6-2, 6-4       | Parcours |
| 32 | 30-12-1991 | Danone Open Brisbane                           | Tier IV   | 150 000 $   | Dur (ext.)      | Larisa Neiland       | Manon Bollegraf Nicole Provis               | 6-4, 6-3       | Parcours |
| 33 | 26-03-1992 | Light n’ Lively Doubles Wesley Chapel          |           | 175 000 $   | Terre (ext.)    | Larisa Neiland       | Arantxa Sánchez Natasha Zvereva             | 6-4, 6-2       | Parcours |
| 34 | 11-05-1992 | Lufthansa Cup German Open Berlin               | Tier I    | 550 000 $   | Terre (ext.)    | Larisa Neiland       | Gigi Fernández Natasha Zvereva              | 7-6, 4-6, 7-5  | Parcours |
| 35 | 15-06-1992 | Pilkington Glass Championships Eastbourne      | Tier II   | 350 000 $   | Gazon (ext.)    | Larisa Neiland       | Mary Joe Fernández Zina Garrison            | 6-0, 6-3       | Parcours |
| 36 | 24-08-1992 | Mazda Classic San Diego                        | Tier III  | 225 000 $   | Dur (ext.)      | Larisa Neiland       | Conchita Martínez Mercedes Paz              | 6-1, 6-4       | Parcours |
| 37 | 28-09-1992 | Volkswagen Cup Leipzig                         | Tier III  | 225 000 $   | Moquette (int.) | Larisa Neiland       | Patty Fendick Andrea Strnadová              | 7-5, 7-6       | Parcours |
| 38 | 20-10-1992 | Midland Bank Championships Brighton            | Tier II   | 350 000 $   | Moquette (int.) | Larisa Neiland       | Conchita Martínez Radka Zrubáková           | 6-4, 6-1       | Parcours |
| 39 | 08-02-1993 | World Ladies in Osaka Osaka                    | Tier III  | 150 000 $   | Moquette (int.) | Larisa Neiland       | Magdalena Maleeva Manuela Maleeva-Fragnière | 6-1, 6-3       | Parcours |
| 40 | 15-02-1993 | Open Gaz de France Paris                       | Tier II   | 375 000 $   | Moquette (int.) | Andrea Strnadová     | Jo Durie Catherine Suire                    | 7-6, 6-2       | Parcours |
| 41 | 12-03-1993 | The Lipton Championships Miami                 | Tier I    | 900 000 $   | Dur (ext.)      | Larisa Neiland       | Jill Hetherington Kathy Rinaldi             | 6-2, 7-5       | Parcours |
| 42 | 03-05-1993 | Italian Open Rome                              | Tier I    | 750 000 $   | Terre (ext.)    | Arantxa Sánchez      | Mary Joe Fernández Zina Garrison            | 6-4, 6-2       | Parcours |
| 43 | 16-08-1993 | Matinee Ltd. Canadian Open Toronto             | Tier I    | 750 000 $   | Dur (ext.)      | Larisa Neiland       | Arantxa Sánchez Helena Suková               | 6-1, 6-2       | Parcours |
| 44 | 28-02-1994 | Virginia Slims of Florida Delray Beach         | Tier II   | 400 000 $   | Dur (ext.)      | Arantxa Sánchez      | Manon Bollegraf Helena Suková               | 6-2, 6-0       | Parcours |
| 45 | 24-03-1994 | Light n’ Lively Doubles Wesley Chapel          |           | 175 000 $   | Terre (ext.)    | Arantxa Sánchez      | Gigi Fernández Natasha Zvereva              | 6-2, 7-5       | Parcours |
| 46 | 25-04-1994 | Citizen Cup Hambourg                           | Tier II   | 400 000 $   | Terre (ext.)    | Arantxa Sánchez      | Eugenia Maniokova Leila Meskhi              | 6-3, 6-2       | Parcours |
| 47 | 01-08-1994 | Toshiba Classic San Diego                      | Tier II   | 400 000 $   | Dur (ext.)      | Arantxa Sánchez      | Ginger Helgeson Rachel McQuillan            | 6-3, 6-3       | Parcours |
| 48 | 29-08-1994 | US Open Flushing Meadows                       | G. Chelem | 3 900 000 $ | Dur (ext.)      | Arantxa Sánchez      | Katerina Maleeva Robin White                | 6-3, 6-3       | Parcours |
| 49 | 09-01-1995 | Peters NSW Open Sydney                         | Tier II   | 322 500 $   | Dur (ext.)      | Lindsay Davenport    | Patty Fendick Mary Joe Fernández            | 7-5, 2-6, 6-4  | Parcours |
| 50 | 16-01-1995 | Ford Australian Open Melbourne                 | G. Chelem | 2 738 000 $ | Dur (ext.)      | Arantxa Sánchez      | Gigi Fernández Natasha Zvereva              | 6-3, 6-73, 6-4 | Parcours |
| 51 | 06-03-1995 | Winter Championships Delray Beach              | Tier II   | 430 000 $   | Dur (ext.)      | Mary Joe Fernández   | Lori McNeil Larisa Neiland                  | 6-4, 6-0       | Parcours |
| 52 | 17-03-1995 | The Lipton Championships Miami                 | Tier I    | 1 550 000 $ | Dur (ext.)      | Arantxa Sánchez      | Gigi Fernández Natasha Zvereva              | 7-5, 2-6, 6-3  | Parcours |
| 53 | 19-06-1995 | Direct Line Int’l Championships Eastbourne     | Tier II   | 430 000 $   | Gazon (ext.)    | Arantxa Sánchez      | Gigi Fernández Natasha Zvereva              | 0-6, 6-3, 6-4  | Parcours |
| 54 | 26-06-1995 | The Championships Wimbledon                    | G. Chelem | 3 044 890 $ | Gazon (ext.)    | Arantxa Sánchez      | Gigi Fernández Natasha Zvereva              | 5-7, 7-5, 6-4  | Parcours |
| 55 | 13-11-1995 | WTA Tour Championships New York                | Masters   | 2 000 000 $ | Moquette (int.) | Arantxa Sánchez      | Gigi Fernández Natasha Zvereva              | 6-2, 6-1       | Parcours |
| 56 | 12-02-1996 | Open Gaz de France Paris                       | Tier II   | 450 000 $   | Moquette (int.) | Kristie Boogert      | Julie Halard Nathalie Tauziat               | 6-4, 6-3       | Parcours |
| 57 | 21-03-1996 | The Lipton Championships Miami                 | Tier I    | 1 550 000 $ | Dur (ext.)      | Arantxa Sánchez      | Meredith McGrath Larisa Neiland             | 6-4, 6-4       | Parcours |
| 58 | 01-04-1996 | Family Circle Mag. Cup Hilton Head             | Tier I    | 926 250 $   | Terre (ext.)    | Arantxa Sánchez      | Gigi Fernández Mary Joe Fernández           | 6-2, 6-3       | Parcours |
| 59 | 20-05-1996 | Open Paginas Amarillas Madrid                  | Tier II   | 250 000 $   | Terre (ext.)    | Arantxa Sánchez      | Sabine Appelmans Miriam Oremans             | 7-6, 6-2       | Parcours |
| 60 | 17-06-1996 | Direct Line Int’l Championships Eastbourne     | Tier II   | 363 000 $   | Gazon (ext.)    | Arantxa Sánchez      | Rosalyn Fairbank Pam Shriver                | 4-6, 7-5, 6-4  | Parcours |
| 61 | 07-10-1996 | Porsche Tennis GP Filderstadt                  | Tier II   | 450 000 $   | Dur (int.)      | Nicole Arendt        | Martina Hingis Helena Suková                | 6-2, 6-3       | Parcours |
| 62 | 10-02-1997 | Open Gaz de France Paris                       | Tier II   | 450 000 $   | Moquette (int.) | Martina Hingis       | Alexandra Fusai Rita Grande                 | 6-3, 6-0       | Parcours |
| 63 | 07-04-1997 | Bausch & Lomb Championships Amelia Island      | Tier II   | 450 000 $   | Terre (ext.)    | Lindsay Davenport    | Nicole Arendt Manon Bollegraf               | 6-3, 6-0       | Parcours |
| 64 | 12-05-1997 | German Open Berlin                             | Tier I    | 926 250 $   | Terre (ext.)    | Lindsay Davenport    | Gigi Fernández Natasha Zvereva              | 6-2, 3-6, 6-2  | Parcours |
| 65 | 25-08-1997 | US Open Flushing Meadows                       | G. Chelem | 4 976 000 $ | Dur (ext.)      | Lindsay Davenport    | Gigi Fernández Natasha Zvereva              | 6-3, 6-4       | Parcours |
| 66 | 22-09-1997 | Sparkassen Cup International GP Leipzig        | Tier II   | 450 000 $   | Moquette (int.) | Martina Hingis       | Yayuk Basuki Helena Suková                  | 6-2, 6-2       | Parcours |
| 67 | 17-11-1997 | Chase Championships New York                   | Masters   | 2 000 000 $ | Moquette (int.) | Lindsay Davenport    | Alexandra Fusai Nathalie Tauziat            | 6-7, 6-3, 6-2  | Parcours |
| 68 | 19-03-1998 | The Lipton Championships Miami                 | Tier I    | 1 900 000 $ | Dur (ext.)      | Martina Hingis       | Arantxa Sánchez Natasha Zvereva             | 6-2, 3-6, 6-3  | Parcours |
| 69 | 25-05-1998 | Roland-Garros Paris                            | G. Chelem | 4 105 011 $ | Terre (ext.)    | Martina Hingis       | Lindsay Davenport Natasha Zvereva           | 6-1, 7-64      | Parcours |
| 70 | 15-06-1998 | Direct Line Int’l Championships Eastbourne     | Tier II   | 450 000 $   | Gazon (ext.)    | Mariaan de Swardt    | Arantxa Sánchez Natasha Zvereva             | 6-1, 6-3       | Parcours |
| 71 | 22-06-1998 | The Championships Wimbledon                    | G. Chelem | 4 404 163 $ | Gazon (ext.)    | Martina Hingis       | Lindsay Davenport Natasha Zvereva           | 6-3, 3-6, 8-6  | Parcours |
| 72 | 17-08-1998 | Omnium du Maurier Montréal                     | Tier I    | 926 250 $   | Dur (ext.)      | Martina Hingis       | Yayuk Basuki Caroline Vis                   | 6-3, 6-4       | Parcours |
| 73 | 31-08-1998 | US Open Flushing Meadows                       | G. Chelem | 6 012 000 $ | Dur (ext.)      | Martina Hingis       | Lindsay Davenport Natasha Zvereva           | 6-3, 6-3       | Parcours |
| 74 | 18-03-1999 | The Lipton Championships Miami                 | Tier I    | 2 075 000 $ | Dur (ext.)      | Martina Hingis       | Mary Joe Fernández Monica Seles             | 0-6, 6-4, 7-6  | Parcours |
| 75 | 29-03-1999 | Family Circle Cup Hilton Head                  | Tier I    | 1 000 000 $ | Terre (ext.)    | Elena Likhovtseva    | Barbara Schett Patty Schnyder               | 6-1, 6-4       | Parcours |
| 76 | 16-08-1999 | Omnium du Maurier Toronto                      | Tier I    | 1 050 000 $ | Dur (ext.)      | Mary Pierce          | Larisa Neiland Arantxa Sánchez              | 6-3, 2-6, 6-3  | Parcours |

### Finales en double dames
| No | Date       | Nom et lieu du tournoi                        | Catégorie     | Dotation    | Surface         | Vainqueures                          | Partenaire         | Score          |          |
| -- | ---------- | --------------------------------------------- | ------------- | ----------- | --------------- | ------------------------------------ | ------------------ | -------------- | -------- |
| 1  | 26-10-1987 | European Indoors Zurich                       |               | 150 000 $   | Moquette (int.) | Nathalie Herreman Pascale Paradis    | Catherine Suire    | 6-3, 2-6, 6-3  | Parcours |
| 2  | 15-02-1988 | Virginia Slims of California Oakland          | Tier III      | 250 000 $   | Moquette (int.) | Rosie Casals Martina Navrátilová     | Hana Mandlíková    | 6-4, 6-4       | Parcours |
| 3  | 29-02-1988 | Virginia Slims of Kansas Wichita              | Tier V        | 100 000 $   | Dur (int.)      | Natalia Bykova Svetlana Parkhomenko  | Catherine Suire    | 6-3, 6-4       | Parcours |
| 4  | 20-09-1988 | Olympics Séoul                                | J. olympiques | NC          | Dur (ext.)      | Zina Garrison · Pam Shriver          | Helena Suková      | 4-6, 6-2, 10-8 | Parcours |
| 5  | 28-11-1988 | Southern Cross Classic Adélaïde               | Tier V        | 100 000 $   | Dur (ext.)      | Sylvia Hanika Claudia Kohde-Kilsch   | Lori McNeil        | 7-5, 6-7, 6-4  | Parcours |
| 6  | 01-05-1989 | Citizen Cup Hambourg                          | Tier IV       | 200 000 $   | Terre (ext.)    | Isabelle Demongeot Nathalie Tauziat  | Helena Suková      | Forfait        | Parcours |
| 7  | 19-06-1989 | Pilkington Glass Championships Eastbourne     | Tier II       | 300 000 $   | Gazon (ext.)    | Katrina Adams Zina Garrison          | Helena Suková      | 6-3, ab.       | Parcours |
| 8  | 23-10-1989 | Midland Group Championships Brighton          | Tier III      | 250 000 $   | Moquette (int.) | Katrina Adams Lori McNeil            | Hana Mandlíková    | 4-6, 7-6, 6-4  | Parcours |
| 9  | 06-11-1989 | Virginia Slims of Chicago Chicago             | Tier III      | 250 000 $   | Moquette (int.) | Larisa Savchenko Natasha Zvereva     | Helena Suková      | 6-3, 2-6, 6-3  | Parcours |
| 10 | 14-05-1990 | Lufthansa Cup German Open Berlin              | Tier I        | 500 000 $   | Terre (ext.)    | Nicole Provis Elna Reinach           | Hana Mandlíková    | 6-2, 6-1       | Parcours |
| 11 | 27-08-1990 | US Open Flushing Meadows                      | G. Chelem     | 2 707 250 $ | Dur (ext.)      | Gigi Fernández Martina Navrátilová   | Helena Suková      | 6-2, 6-4       | Parcours |
| 12 | 05-11-1990 | Virginia Slims of New England Worcester       | Tier II       | 350 000 $   | Moquette (int.) | Gigi Fernández Helena Suková         | Mary Joe Fernández | 3-6, 6-3, 6-3  | Parcours |
| 13 | 07-01-1991 | Holden NSW Open Sydney                        | Tier III      | 225 000 $   | Dur (ext.)      | Arantxa Sánchez Helena Suková        | Gigi Fernández     | 6-1, 6-4       | Parcours |
| 14 | 14-01-1991 | Ford Australian Open Melbourne                | G. Chelem     | 2 000 000 $ | Dur (ext.)      | Patty Fendick Mary Joe Fernández     | Gigi Fernández     | 7-64, 6-1      | Parcours |
| 15 | 15-03-1991 | Lipton International Championships Miami      | Tier I        | 750 000 $   | Dur (ext.)      | Mary Joe Fernández Zina Garrison     | Gigi Fernández     | 7-5, 6-2       | Parcours |
| 16 | 17-06-1991 | Pilkington Glass Championships Eastbourne     | Tier II       | 350 000 $   | Gazon (ext.)    | Larisa Neiland Natasha Zvereva       | Gigi Fernández     | 2-6, 6-4, 6-4  | Parcours |
| 17 | 24-06-1991 | The Championships Wimbledon                   | G. Chelem     | 2 728 856 $ | Gazon (ext.)    | Larisa Neiland Natasha Zvereva       | Gigi Fernández     | 6-4, 3-6, 6-4  | Parcours |
| 18 | 26-08-1991 | US Open Flushing Meadows                      | G. Chelem     | 2 700 000 $ | Dur (ext.)      | Pam Shriver Natasha Zvereva          | Larisa Neiland     | 6-4, 4-6, 7-65 | Parcours |
| 19 | 18-11-1991 | Virginia Slims Championships New York         | Masters       | 3 000 000 $ | Moquette (int.) | Martina Navrátilová Pam Shriver      | Gigi Fernández     | 4-6, 7-5, 6-4  | Parcours |
| 20 | 30-03-1992 | Family Circle Mag. Cup Hilton Head            | Tier I        | 550 000 $   | Terre (ext.)    | Arantxa Sánchez Natasha Zvereva      | Larisa Neiland     | 6-4, 6-2       | Parcours |
| 21 | 06-04-1992 | Bausch & Lomb Championships Amelia Island     | Tier II       | 350 000 $   | Terre (ext.)    | Arantxa Sánchez Natasha Zvereva      | Zina Garrison      | 6-1, 6-0       | Parcours |
| 22 | 22-06-1992 | The Championships Wimbledon                   | G. Chelem     | 3 000 000 $ | Gazon (ext.)    | Gigi Fernández Natasha Zvereva       | Larisa Neiland     | 6-4, 6-1       | Parcours |
| 23 | 31-08-1992 | US Open Flushing Meadows                      | G. Chelem     | 3 734 850 $ | Dur (ext.)      | Gigi Fernández Natasha Zvereva       | Larisa Neiland     | 7-64, 6-1      | Parcours |
| 24 | 16-11-1992 | Virginia Slims Championships New York         | Masters       | 3 000 000 $ | Moquette (int.) | Arantxa Sánchez Helena Suková        | Larisa Neiland     | 7-6, 6-1       | Parcours |
| 25 | 01-03-1993 | Virginia Slims of Florida Delray Beach        | Tier II       | 375 000 $   | Dur (ext.)      | Gigi Fernández Natasha Zvereva       | Larisa Neiland     | 6-2, 6-2       | Parcours |
| 26 | 26-04-1993 | Citizen Cup Hambourg                          | Tier II       | 375 000 $   | Terre (ext.)    | Steffi Graf Rennae Stubbs            | Larisa Neiland     | 6-4, 7-6       | Parcours |
| 27 | 24-05-1993 | Roland-Garros Paris                           | G. Chelem     | 3 456 143 $ | Terre (ext.)    | Gigi Fernández Natasha Zvereva       | Larisa Neiland     | 6-3, 7-5       | Parcours |
| 28 | 14-06-1993 | Volkswagen Cup Eastbourne                     | Tier II       | 375 000 $   | Gazon (ext.)    | Gigi Fernández Natasha Zvereva       | Larisa Neiland     | 2-6, 7-5, 6-1  | Parcours |
| 29 | 21-06-1993 | The Championships Wimbledon                   | G. Chelem     | 3 312 302 $ | Gazon (ext.)    | Gigi Fernández Natasha Zvereva       | Larisa Neiland     | 6-4, 6-7, 6-4  | Parcours |
| 30 | 27-09-1993 | Volkswagen Cup Leipzig                        | Tier II       | 375 000 $   | Moquette (int.) | Gigi Fernández Natasha Zvereva       | Larisa Neiland     | 6-3, 6-2       | Parcours |
| 31 | 15-11-1993 | Virginia Slims Championships New York         | Masters       | 3 708 500 $ | Moquette (int.) | Gigi Fernández Natasha Zvereva       | Larisa Neiland     | 6-3, 7-5       | Parcours |
| 32 | 10-01-1994 | Peters NSW Open Sydney                        | Tier II       | 300 000 $   | Dur (ext.)      | Patty Fendick Meredith McGrath       | Arantxa Sánchez    | 6-2, 6-3       | Parcours |
| 33 | 09-05-1994 | German Open Berlin                            | Tier I        | 750 000 $   | Terre (ext.)    | Gigi Fernández Natasha Zvereva       | Arantxa Sánchez    | 6-3, 7-6       | Parcours |
| 34 | 20-06-1994 | The Championships Wimbledon                   | G. Chelem     | 3 361 848 $ | Gazon (ext.)    | Gigi Fernández Natasha Zvereva       | Arantxa Sánchez    | 6-4, 6-1       | Parcours |
| 35 | 08-08-1994 | Virginia Slims of Los Angeles Manhattan Beach | Tier II       | 400 000 $   | Dur (ext.)      | Julie Halard Nathalie Tauziat        | Lisa Raymond       | 6-1, 0-6, 6-1  | Parcours |
| 36 | 18-10-1994 | Brighton International Brighton               | Tier II       | 400 000 $   | Moquette (int.) | Manon Bollegraf Larisa Neiland       | Mary Joe Fernández | 4-6, 6-2, 6-3  | Parcours |
| 37 | 14-11-1994 | Virginia Slims Championships New York         | Masters       | 3 500 000 $ | Moquette (int.) | Gigi Fernández Natasha Zvereva       | Arantxa Sánchez    | 6-3, 6-7, 6-3  | Parcours |
| 38 | 29-05-1995 | Roland-Garros Paris                           | G. Chelem     | 3 963 100 $ | Terre (ext.)    | Gigi Fernández Natasha Zvereva       | Arantxa Sánchez    | 6-76, 6-4, 7-5 | Parcours |
| 39 | 23-07-1996 | Summer Olympics Atlanta                       | J. olympiques | NC          | Dur (ext.)      | Gigi Fernández · Mary Joe Fernández  | Helena Suková      | 7-66, 6-4      | Parcours |
| 40 | 26-08-1996 | US Open Flushing Meadows                      | G. Chelem     | 4 004 885 $ | Dur (ext.)      | Gigi Fernández Natasha Zvereva       | Arantxa Sánchez    | 1-6, 6-1, 6-4  | Parcours |
| 41 | 18-11-1996 | Chase Championships New York                  | Masters       | 2 000 000 $ | Moquette (int.) | Lindsay Davenport Mary Joe Fernández | Arantxa Sánchez    | 6-3, 6-2       | Parcours |
| 42 | 31-03-1997 | Family Circle Mag. Cup Hilton Head            | Tier I        | 926 250 $   | Terre (ext.)    | Mary Joe Fernández Martina Hingis    | Lindsay Davenport  | 7-5, 4-6, 6-1  | Parcours |
| 43 | 06-10-1997 | Porsche Tennis GP Filderstadt                 | Tier II       | 450 000 $   | Dur (int.)      | Martina Hingis Arantxa Sánchez       | Lindsay Davenport  | 7-6, 3-6, 7-6  | Parcours |
| 44 | 10-11-1997 | Advanta Championships Philadelphie            | Tier II       | 450 000 $   | Moquette (int.) | Lisa Raymond Rennae Stubbs           | Lindsay Davenport  | 6-3, 7-5       | Parcours |
| 45 | 27-04-1998 | Intersport Damen GP Hambourg                  | Tier II       | 450 000 $   | Terre (ext.)    | Barbara Schett Patty Schnyder        | Martina Hingis     | 7-6, 3-6, 6-3  | Parcours |
| 46 | 24-08-1998 | Pilot Pen International New Haven             | Tier II       | 450 000 $   | Dur (ext.)      | Alexandra Fusai Nathalie Tauziat     | Mariaan de Swardt  | 6-1, 6-0       | Parcours |
| 47 | 01-02-1999 | Toray Pan Pacific Open Tokyo                  | Tier I        | 1 000 000 $ | Moquette (int.) | Lindsay Davenport Natasha Zvereva    | Martina Hingis     | 6-2, 6-3       | Parcours |
| 48 | 05-03-1999 | Evert Cup Indian Wells                        | Tier I        | 1 300 000 $ | Dur (ext.)      | Martina Hingis Anna Kournikova       | Mary Joe Fernández | 6-2, 6-2       | Parcours |
| 49 | 27-04-1999 | Betty Barclay Cup Hambourg                    | Tier II       | 520 000 $   | Terre (ext.)    | Larisa Neiland Arantxa Sánchez       | Amanda Coetzer     | 6-2, 6-1       | Parcours |
| 50 | 10-05-1999 | German Open Berlin                            | Tier I        | 1 050 000 $ | Terre (ext.)    | Alexandra Fusai Nathalie Tauziat     | Patricia Tarabini  | 6-3, 7-5       | Parcours |
| 51 | 14-06-1999 | Direct Line Int’l Championships Eastbourne    | Tier II       | 520 000 $   | Gazon (ext.)    | Martina Hingis Anna Kournikova       | Natasha Zvereva    | 6-4, ab.       | Parcours |
| 52 | 23-08-1999 | Pilot Pen New Haven                           | Tier II       | 520 000 $   | Dur (ext.)      | Lisa Raymond Rennae Stubbs           | Elena Likhovtseva  | 7-6, 6-2       | Parcours |

### Titres en double mixte
| No | Date       | Nom et lieu du tournoi         | Catégorie | Dotation    | Surface      | Partenaire | Finalistes                        | Score         |          |
| -- | ---------- | ------------------------------ | --------- | ----------- | ------------ | ---------- | --------------------------------- | ------------- | -------- |
| 1  | 11-01-1988 | Ford Australian Open Melbourne | G. Chelem | 711 450 $   | Dur (ext.)   | Jim Pugh   | Martina Navrátilová Tim Gullikson | 5-7, 6-2, 6-4 | Parcours |
| 2  | 29-08-1988 | US Open Flushing Meadows       | G. Chelem | 1 937 333 $ | Dur (ext.)   | Jim Pugh   | Elizabeth Smylie Patrick McEnroe  | 7-5, 6-3      | Parcours |
| 3  | 16-01-1989 | Ford Australian Open Melbourne | G. Chelem | 937 882 $   | Dur (ext.)   | Jim Pugh   | Zina Garrison Sherwood Stewart    | 6-3, 6-4      | Parcours |
| 4  | 26-06-1989 | The Championships Wimbledon    | G. Chelem | 2 204 162 $ | Gazon (ext.) | Jim Pugh   | Jenny Byrne Mark Kratzmann        | 6-4, 5-7, 6-4 | Parcours |
| 5  | 31-12-1993 | Hopman Cup VI Perth            | ITF       | 760 000 AU$ | Dur (int.)   | Petr Korda | Anke Huber Bernd Karbacher        | 2 matchs à 1  | Parcours |

### Finale en double mixte
| No | Date       | Nom et lieu du tournoi   | Catégorie | Dotation    | Surface    | Vainqueures                    | Partenaire      | Score    |          |
| -- | ---------- | ------------------------ | --------- | ----------- | ---------- | ------------------------------ | --------------- | -------- | -------- |
| 1  | 29-08-1994 | US Open Flushing Meadows | G. Chelem | 3 900 000 $ | Dur (ext.) | Elna Reinach Patrick Galbraith | Todd Woodbridge | 6-2, 6-4 | Parcours |

## Parcours en Grand Chelem

### En simple dames
| Année | Open d'Australie | Open d'Australie    | Internationaux de France | Internationaux de France | Wimbledon       | Wimbledon           | US Open         | US Open           |
| ----- | ---------------- | ------------------- | ------------------------ | ------------------------ | --------------- | ------------------- | --------------- | ----------------- |
| 1986  | n/a              | n/a                 | 1er tour (1/64)          | Lilian Drescher          | 1er tour (1/64) | Susan Mascarin      | -               | -                 |
| 1987  | -                | -                   | 3e tour (1/16)           | Steffi Graf              | 4e tour (1/8)   | Steffi Graf         | 4e tour (1/8)   | Pam Shriver       |
| 1988  | 1er tour (1/64)  | Etsuko Inoue        | 1er tour (1/64)          | Patricia Tarabini        | 2e tour (1/32)  | Helena Suková       | 1er tour (1/64) | Judith Wiesner    |
| 1989  | 3e tour (1/16)   | Martina Navrátilová | 1/4 de finale            | Arantxa Sánchez          | 4e tour (1/8)   | Laura Golarsa       | 2e tour (1/32)  | Barbara Paulus    |
| 1990  | 3e tour (1/16)   | Patty Fendick       | 1/2 finale               | Steffi Graf              | 1/4 de finale   | Steffi Graf         | 1/4 de finale   | Steffi Graf       |
| 1991  | Finale           | Monica Seles        | 1/4 de finale            | Gabriela Sabatini        | 2e tour (1/32)  | Brenda Schultz      | 4e tour (1/8)   | Gabriela Sabatini |
| 1992  | 4e tour (1/8)    | Anke Huber          | 4e tour (1/8)            | Steffi Graf              | 3e tour (1/16)  | Patty Fendick       | 1er tour (1/64) | Rosalyn Fairbank  |
| 1993  | 2e tour (1/32)   | Robin White         | 1/4 de finale            | Arantxa Sánchez          | Finale          | Steffi Graf         | 4e tour (1/8)   | Kimiko Date       |
| 1994  | 1/4 de finale    | Gabriela Sabatini   | 1er tour (1/64)          | Anna Smashnova           | 1/4 de finale   | Martina Navrátilová | 1/2 finale      | Steffi Graf       |
| 1995  | 4e tour (1/8)    | Angélica Gavaldón   | 3e tour (1/16)           | Chanda Rubin             | 1/2 finale      | Steffi Graf         | 1/4 de finale   | Monica Seles      |
| 1996  | -                | -                   | 1/2 finale               | Arantxa Sánchez          | 1/4 de finale   | Steffi Graf         | 1/4 de finale   | Martina Hingis    |
| 1997  | -                | -                   | 3e tour (1/16)           | Nicole Arendt            | Finale          | Martina Hingis      | 1/4 de finale   | Lindsay Davenport |
| 1998  | -                | -                   | 1/4 de finale            | Monica Seles             | Victoire        | Nathalie Tauziat    | 1/2 finale      | Martina Hingis    |
| 1999  | 3e tour (1/16)   | M. A. Sánchez       | 4e tour (1/8)            | Sylvia Plischke          | 1/4 de finale   | Lindsay Davenport   | 3e tour (1/16)  | Anke Huber        |

À droite du résultat, l’ultime adversaire.

### En double dames
| Année | Open d'Australie            | Open d'Australie           | Internationaux de France    | Internationaux de France  | Wimbledon                  | Wimbledon                 | US Open                     | US Open                    |
| ----- | --------------------------- | -------------------------- | --------------------------- | ------------------------- | -------------------------- | ------------------------- | --------------------------- | -------------------------- |
| 1986  | n/a                         | n/a                        | 2e tour (1/16) H. Fukarkova | Steffi Graf G. Sabatini   | -                          | -                         | -                           | -                          |
| 1987  | -                           | -                          | 3e tour (1/8) C. Suire      | Mercedes Paz Eva Pfaff    | 2e tour (1/16) C. Suire    | Navrátilová Pam Shriver   | 3e tour (1/8) C. Suire      | Kohde-Kilsch Helena Suková |
| 1988  | 1/4 de finale H. Mandlíková | Navrátilová Pam Shriver    | -                           | -                         | 3e tour (1/8) C. Suire     | Chris Evert W. Turnbull   | 3e tour (1/8) C. Suire      | Patty Fendick Hetherington |
| 1989  | 1/2 finale Helena Suková    | Navrátilová Pam Shriver    | 1/2 finale Helena Suková    | Steffi Graf G. Sabatini   | Victoire Helena Suková     | L. Savchenko N. Zvereva   | 3e tour (1/8) Helena Suková | Steffi Graf G. Sabatini    |
| 1990  | Victoire Helena Suková      | Patty Fendick MJ Fernández | Victoire Helena Suková      | L. Neiland N. Zvereva     | Victoire Helena Suková     | Kathy Jordan E. Smylie    | Finale Helena Suková        | G. Fernández Navrátilová   |
| 1991  | Finale G. Fernández         | Patty Fendick MJ Fernández | Victoire G. Fernández       | L. Neiland N. Zvereva     | Finale G. Fernández        | L. Neiland N. Zvereva     | Finale L. Neiland           | Pam Shriver N. Zvereva     |
| 1992  | 1/4 de finale L. Neiland    | MJ Fernández Zina Garrison | 1/2 finale L. Neiland       | C. Martínez A. Sánchez    | Finale L. Neiland          | G. Fernández N. Zvereva   | Finale L. Neiland           | G. Fernández N. Zvereva    |
| 1993  | 1/4 de finale L. Neiland    | Pam Shriver E. Smylie      | Finale L. Neiland           | G. Fernández N. Zvereva   | Finale L. Neiland          | G. Fernández N. Zvereva   | 2e tour (1/16) L. Neiland   | Sandy Collins M. de Swardt |
| 1994  | 1/2 finale A. Sánchez       | Patty Fendick M. McGrath   | -                           | -                         | Finale A. Sánchez          | G. Fernández N. Zvereva   | Victoire A. Sánchez         | K. Maleeva Robin White     |
| 1995  | Victoire A. Sánchez         | G. Fernández N. Zvereva    | Finale A. Sánchez           | G. Fernández N. Zvereva   | Victoire A. Sánchez        | G. Fernández N. Zvereva   | 1/4 de finale A. Sánchez    | B. Schultz Rennae Stubbs   |
| 1996  | -                           | -                          | 1/2 finale A. Sánchez       | L. Davenport MJ Fernández | 1/4 de finale A. Sánchez   | M. Hingis Helena Suková   | Finale A. Sánchez           | G. Fernández N. Zvereva    |
| 1997  | -                           | -                          | 3e tour (1/8) L. Davenport  | C. Martínez P. Tarabini   | 1/4 de finale L. Davenport | S. Appelmans M. Oremans   | Victoire L. Davenport       | G. Fernández N. Zvereva    |
| 1998  | -                           | -                          | Victoire M. Hingis          | L. Davenport N. Zvereva   | Victoire M. Hingis         | L. Davenport N. Zvereva   | Victoire M. Hingis          | L. Davenport N. Zvereva    |
| 1999  | 3e tour (1/8) Monica Seles  | M. Hingis A. Kournikova    | 1/4 de finale N. Zvereva    | L. Davenport Mary Pierce  | 1/2 finale N. Zvereva      | M. de Swardt E. Tatarkova | 3e tour (1/8) N. Zvereva    | Liezel Huber Kimberly Po   |

Sous le résultat, la partenaire ; à droite, l’ultime équipe adverse.

### En double mixte
| Année | Open d'Australie  | Open d'Australie          | Internationaux de France     | Internationaux de France  | Wimbledon                   | Wimbledon                | US Open                | US Open                   |
| ----- | ----------------- | ------------------------- | ---------------------------- | ------------------------- | --------------------------- | ------------------------ | ---------------------- | ------------------------- |
| 1988  | Victoire Jim Pugh | Navrátilová Tim Gullikson | -                            | -                         | 2e tour (1/16) Jim Pugh     | Penny Barg Eric Korita   | Victoire Jim Pugh      | E. Smylie P. McEnroe      |
| 1989  | Victoire Jim Pugh | Zina Garrison S. Stewart  | -                            | -                         | Victoire Jim Pugh           | Jenny Byrne M. Kratzmann | 2e tour (1/8) Jim Pugh | Zina Garrison S. Stewart  |
| 1990  | -                 | -                         | -                            | -                         | 1/2 finale Jim Pugh         | Zina Garrison Rick Leach | -                      | -                         |
| 1992  | -                 | -                         | 2e tour (1/16) J. Fitzgerald | Lori McNeil Bryan Shelton | 1/4 de finale T. Woodbridge | M. Bollegraf Tom Nijssen | -                      | -                         |
| 1994  | -                 | -                         | -                            | -                         | -                           | -                        | Finale T. Woodbridge   | Elna Reinach P. Galbraith |

Sous le résultat, le partenaire ; à droite, l’ultime équipe adverse.

## Parcours aux Masters

### En simple dames
| #  | Date       | Nom de l'édition                      | ($)       | Surface         | Résultat       | Ultime adversaire   | Score         |          |
| -- | ---------- | ------------------------------------- | --------- | --------------- | -------------- | ------------------- | ------------- | -------- |
| 1  | 13/11/1989 | Virginia Slims Championships New York | 1 000 000 | Moquette (int.) | 1er tour (1/8) | Steffi Graf         | 6-3, 6-4      | Parcours |
| 2  | 12/11/1990 | Virginia Slims Championships New York | 3 000 000 | Moquette (int.) | 1er tour (1/8) | Gabriela Sabatini   | 6-1, 5-7, 7-6 | Parcours |
| 3  | 18/11/1991 | Virginia Slims Championships New York | 3 000 000 | Moquette (int.) | 1/2 finale     | Martina Navrátilová | 6-1, 6-4      | Parcours |
| 4  | 16/11/1992 | Virginia Slims Championships New York | 3 000 000 | Moquette (int.) | 1/4 de finale  | Monica Seles        | 3-6, 6-4, 6-1 | Parcours |
| 5  | 15/11/1993 | Virginia Slims Championships New York | 3 708 500 | Moquette (int.) | 1/4 de finale  | Arantxa Sánchez     | 6-7, 7-6, 6-4 | Parcours |
| 6  | 14/11/1994 | Virginia Slims Championships New York | 3 500 000 | Moquette (int.) | 1/4 de finale  | Lindsay Davenport   | 6-2, 6-2      | Parcours |
| 7  | 13/11/1995 | WTA Tour Championships New York       | 2 000 000 | Moquette (int.) | 1er tour (1/8) | Kimiko Date         | 5-7, 6-3, 6-4 | Parcours |
| 8  | 18/11/1996 | Chase Championships New York          | 2 000 000 | Moquette (int.) | 1/2 finale     | Steffi Graf         | 4-6, 6-4, 6-3 | Parcours |
| 9  | 17/11/1997 | Chase Championships New York          | 2 000 000 | Moquette (int.) | Victoire       | Mary Pierce         | 7-6, 6-2, 6-3 | Parcours |
| 10 | 16/11/1998 | Chase Championships New York          | 2 000 000 | Moquette (int.) | 1er tour (1/8) | Steffi Graf         | 6-7, 6-4, 6-1 | Parcours |

### En double dames
| #  | Date       | Nom de l'édition                      | ($)       | Surface         | Résultat      | Partenaire        | Ultimes adversaires                  | Score         |          |
| -- | ---------- | ------------------------------------- | --------- | --------------- | ------------- | ----------------- | ------------------------------------ | ------------- | -------- |
| 1  | 16/11/1987 | Virginia Slims Championships New York | 500 000   | Moquette (int.) | 1/4 de finale | Catherine Suire   | Martina Navrátilová Pam Shriver      | 7-6, 5-7, 6-4 | Parcours |
| 2  | 13/11/1989 | Virginia Slims Championships New York | 1 000 000 | Moquette (int.) | 1/2 finale    | Helena Suková     | Larisa Savchenko Natasha Zvereva     | 3-6, 7-6, 6-4 | Parcours |
| 3  | 12/11/1990 | Virginia Slims Championships New York | 3 000 000 | Moquette (int.) | 1/4 de finale | Helena Suková     | Natalia Medvedeva Leila Meskhi       | 6-4, 1-6, 6-3 | Parcours |
| 4  | 18/11/1991 | Virginia Slims Championships New York | 3 000 000 | Moquette (int.) | Finale        | Gigi Fernández    | Martina Navrátilová Pam Shriver      | 4-6, 7-5, 6-4 | Parcours |
| 5  | 16/11/1992 | Virginia Slims Championships New York | 3 000 000 | Moquette (int.) | Finale        | Larisa Neiland    | Arantxa Sánchez Helena Suková        | 7-6, 6-1      | Parcours |
| 6  | 15/11/1993 | Virginia Slims Championships New York | 3 708 500 | Moquette (int.) | Finale        | Larisa Neiland    | Gigi Fernández Natasha Zvereva       | 6-3, 7-5      | Parcours |
| 7  | 14/11/1994 | Virginia Slims Championships New York | 3 500 000 | Moquette (int.) | Finale        | Arantxa Sánchez   | Gigi Fernández Natasha Zvereva       | 6-3, 6-7, 6-3 | Parcours |
| 8  | 13/11/1995 | WTA Tour Championships New York       | 2 000 000 | Moquette (int.) | Victoire      | Arantxa Sánchez   | Gigi Fernández Natasha Zvereva       | 6-2, 6-1      | Parcours |
| 9  | 18/11/1996 | Chase Championships New York          | 2 000 000 | Moquette (int.) | Finale        | Arantxa Sánchez   | Lindsay Davenport Mary Joe Fernández | 6-3, 6-2      | Parcours |
| 10 | 17/11/1997 | Chase Championships New York          | 2 000 000 | Moquette (int.) | Victoire      | Lindsay Davenport | Alexandra Fusai Nathalie Tauziat     | 6-7, 6-3, 6-2 | Parcours |
| 11 | 16/11/1998 | Chase Championships New York          | 2 000 000 | Moquette (int.) | 1/4 de finale | Martina Hingis    | Yayuk Basuki Caroline Vis            | 6-4, 2-6, 6-4 | Parcours |

## Parcours aux Jeux olympiques

### En simple dames
| # | Date       | Nom de l'olympiade             | Surface      | Résultat        | Ultime adversaire  | Score    |          |
| - | ---------- | ------------------------------ | ------------ | --------------- | ------------------ | -------- | -------- |
| 1 | 20/09/1988 | Olympic Tennis Event Séoul     | Dur (ext.)   | 2e tour (1/16)  | Barbara Paulus     | 6-4, 6-3 | Parcours |
| 2 | 28/07/1992 | Olympic Tennis Event Barcelone | Terre (ext.) | 1er tour (1/32) | Natasha Zvereva    | 6-1, 6-0 | Parcours |
| 3 | 23/07/1996 | Olympic Tennis Event Atlanta   | Dur (ext.)   | Bronze          | Mary Joe Fernández | 7-6, 6-4 | Parcours |

### En double dames
| # | Date       | Nom de l'olympiade             | Surface      | Résultat      | Partenaire       | Ultimes adversaires                 | Score          |          |
| - | ---------- | ------------------------------ | ------------ | ------------- | ---------------- | ----------------------------------- | -------------- | -------- |
| 1 | 20/09/1988 | Olympic Tennis Event Séoul     | Dur (ext.)   | Argent        | Helena Suková    | Zina Garrison · Pam Shriver         | 4-6, 6-2, 10-8 | Parcours |
| 2 | 28/07/1992 | Olympic Tennis Event Barcelone | Terre (ext.) | 1/4 de finale | Andrea Strnadová | Rachel McQuillan Nicole Provis      | 6-3, 6-3       | Parcours |
| 3 | 23/07/1996 | Olympic Tennis Event Atlanta   | Dur (ext.)   | Argent        | Helena Suková    | Gigi Fernández · Mary Joe Fernández | 7-66, 6-4      | Parcours |

## Parcours en Coupe de la Fédération
| #                                                                                      | Date       | Lieu       | Surface                          | Gagnante(s)                      | Perdante(s)                         | Score          |          |
|                                                                                        |            |            |                                  |                                  |                                     |                |          |
| 1987 - 1er tour (groupe mondial) - Suède - Tchécoslovaquie - 0 : 3                     |            |            |                                  |                                  |                                     |                |          |
| 1                                                                                      | 28/07/1987 | Vancouver  |                                  | Hana Mandlíková Jana Novotná     | Catarina Lindqvist Maria Lindström  | 6-3, 6-2       | Parcours |
|                                                                                        |            |            |                                  |                                  |                                     |                |          |
| 1987 - 2e tour (groupe mondial) - Yougoslavie - Tchécoslovaquie - 0 : 3                |            |            |                                  |                                  |                                     |                |          |
| 2                                                                                      | 28/07/1987 | Vancouver  |                                  | Jana Novotná Regina Kordová      | Sabrina Goleš Renata Sasak          | 6-4, 5-7, 6-4  | Parcours |
|                                                                                        |            |            |                                  |                                  |                                     |                |          |
| 1988 - 1er tour (groupe mondial) - Brésil - Tchécoslovaquie - 0 : 3                    |            |            |                                  |                                  |                                     |                |          |
| 3                                                                                      | 05/12/1988 | Melbourne  |                                  | Jana Novotná Jana Pospíšilová    | Neige Dias Luciana Tella            | 6-3, 6-2       | Parcours |
|                                                                                        |            |            |                                  |                                  |                                     |                |          |
| 1988 - 2e tour (groupe mondial) - Nouvelle-Zélande - Tchécoslovaquie - 0 : 3           |            |            |                                  |                                  |                                     |                |          |
| 4                                                                                      | 05/12/1988 | Melbourne  |                                  | Jana Novotná Jana Pospíšilová    | Belinda Cordwell Julie Richardson   | 7-61, 7-64     | Parcours |
|                                                                                        |            |            |                                  |                                  |                                     |                |          |
| 1988 - 1/4 de finale (groupe mondial) - Danemark - Tchécoslovaquie - 0 : 3             |            |            |                                  |                                  |                                     |                |          |
| 5                                                                                      | 05/12/1988 | Melbourne  |                                  | Jana Novotná Jana Pospíšilová    | Henriette Kjaer Tine Scheuer-Larsen | 6-3, 6-2       | Parcours |
|                                                                                        |            |            |                                  |                                  |                                     |                |          |
| 1988 - 1/2 finale (groupe mondial) - Tchécoslovaquie - Canada - 3 : 0                  |            |            |                                  |                                  |                                     |                |          |
| 6                                                                                      | 05/12/1988 | Melbourne  |                                  | Jana Novotná Jana Pospíšilová    | Helen Kelesi Rene Simpson           | 7-63, 6-2      | Parcours |
|                                                                                        |            |            |                                  |                                  |                                     |                |          |
| 1988 - Finale (groupe mondial) - URSS - Tchécoslovaquie - 1 : 2                        |            |            |                                  |                                  |                                     |                |          |
| 7                                                                                      | 04/12/1988 | Melbourne  |                                  | Larisa Savchenko Natasha Zvereva | Jana Pospíšilová Jana Novotná       | 7-65, 7-5      | Parcours |
|                                                                                        |            |            |                                  |                                  |                                     |                |          |
| 1989 - 1er tour (groupe mondial) - Tchécoslovaquie - Belgique - 3 : 0                  |            |            |                                  |                                  |                                     |                |          |
| 8                                                                                      | 03/10/1989 | Tokyo      | Dur (ext.)                       | Jana Novotná                     | C. Van Renterghem                   | 6-0, 6-2       | Parcours |
|                                                                                        |            |            |                                  |                                  |                                     |                |          |
| 1989 - 2e tour (groupe mondial) - Tchécoslovaquie - Hongrie - 2 : 1                    |            |            |                                  |                                  |                                     |                |          |
| 9                                                                                      | 03/10/1989 | Tokyo      | Dur (ext.)                       | Jana Novotná                     | Andrea Noszaly                      | 6-3, 6-3       | Parcours |
|                                                                                        |            |            |                                  |                                  |                                     |                |          |
| 1989 - 1/4 de finale (groupe mondial) - Tchécoslovaquie - Allemagne de l'Ouest - 2 : 1 |            |            |                                  |                                  |                                     |                |          |
| 10                                                                                     | 03/10/1989 | Tokyo      | Dur (ext.)                       | Jana Novotná                     | Claudia Kohde-Kilsch                | 6-3, 6-3       | Parcours |
| 10                                                                                     | 03/10/1989 | Tokyo      | Dur (ext.)                       | Jana Novotná Helena Suková       | Steffi Graf Claudia Kohde-Kilsch    | 6-2, 6-2       | Parcours |
|                                                                                        |            |            |                                  |                                  |                                     |                |          |
| 1989 - 1/2 finale (groupe mondial) - États-Unis - Tchécoslovaquie - 2 : 0              |            |            |                                  |                                  |                                     |                |          |
| 11                                                                                     | 03/10/1989 | Tokyo      | Dur (ext.)                       | Chris Evert                      | Jana Novotná                        | 6-2, 6-3       | Parcours |
|                                                                                        |            |            |                                  |                                  |                                     |                |          |
| 1990 - 1er tour (groupe mondial) - Corée du Sud - Tchécoslovaquie - 0 : 3              |            |            |                                  |                                  |                                     |                |          |
| 12                                                                                     | 23/07/1990 | Atlanta    | Dur (ext.)                       | Jana Novotná                     | Im Sook-ja                          | 6-1, 6-0       | Parcours |
|                                                                                        |            |            |                                  |                                  |                                     |                |          |
| 1990 - 2e tour (groupe mondial) - Australie - Tchécoslovaquie - 1 : 2                  |            |            |                                  |                                  |                                     |                |          |
| 13                                                                                     | 23/07/1990 | Atlanta    | Dur (ext.)                       | Jana Novotná                     | Rachel McQuillan                    | 6-4, 6-4       | Parcours |
|                                                                                        |            |            |                                  |                                  |                                     |                |          |
| 1990 - 1/4 de finale (groupe mondial) - États-Unis - Tchécoslovaquie - 2 : 1           |            |            |                                  |                                  |                                     |                |          |
| 14                                                                                     | 23/07/1990 | Atlanta    | Dur (ext.)                       | Jana Novotná                     | Zina Garrison                       | 6-3, 6-3       | Parcours |
| 14                                                                                     | 23/07/1990 | Atlanta    | Dur (ext.)                       | Gigi Fernández Zina Garrison     | Jana Novotná Regina Kordová         | 7-68, 6-4      | Parcours |
|                                                                                        |            |            |                                  |                                  |                                     |                |          |
| 1991 - 1er tour (groupe mondial) - Suède - Tchécoslovaquie - 0 : 2                     |            |            |                                  |                                  |                                     |                |          |
| 15                                                                                     | 23/07/1991 | Nottingham |                                  | Jana Novotná                     | Cecilia Dahlman                     | 7-65, 6-2      | Parcours |
|                                                                                        |            |            |                                  |                                  |                                     |                |          |
| 1991 - 2e tour (groupe mondial) - URSS - Tchécoslovaquie - 1 : 2                       |            |            |                                  |                                  |                                     |                |          |
| 16                                                                                     | 24/07/1991 | Nottingham |                                  | Jana Novotná                     | Natasha Zvereva                     | 6-4, 6-1       | Parcours |
|                                                                                        |            |            |                                  |                                  |                                     |                |          |
| 1991 - 1/4 de finale (groupe mondial) - Suisse - Tchécoslovaquie - 1 : 2               |            |            |                                  |                                  |                                     |                |          |
| 17                                                                                     | 25/07/1991 | Nottingham |                                  | Jana Novotná                     | Manuela Maleeva                     | 6-4, 6-4       | Parcours |
| 17                                                                                     | 25/07/1991 | Nottingham | Cathy Caverzasio Manuela Maleeva | Jana Novotná Regina Kordová      | 6-4, 2-1, ab.                       |                | Parcours |
|                                                                                        |            |            |                                  |                                  |                                     |                |          |
| 1991 - 1/2 finale (groupe mondial) - Tchécoslovaquie - États-Unis - 0 : 3              |            |            |                                  |                                  |                                     |                |          |
| 18                                                                                     | 27/07/1991 | Nottingham |                                  | Mary Joe Fernández               | Jana Novotná                        | 6-4, 0-6, 9-7  | Parcours |
|                                                                                        |            |            |                                  |                                  |                                     |                |          |
| 1992 - 1er tour (groupe mondial) - Hongrie - Tchécoslovaquie - 0 : 3                   |            |            |                                  |                                  |                                     |                |          |
| 19                                                                                     | 14/07/1992 | Francfort  | Terre (ext.)                     | Jana Novotná                     | Andrea Temesvári                    | 6-2, 6-1       | Parcours |
| 19                                                                                     | 14/07/1992 | Francfort  | Terre (ext.)                     | Jana Novotná Andrea Strnadová    | Virag Csurgo Andrea Temesvári       | 1-6, 7-5, 7-5  | Parcours |
|                                                                                        |            |            |                                  |                                  |                                     |                |          |
| 1992 - 2e tour (groupe mondial) - Corée du Sud - Tchécoslovaquie - 0 : 3               |            |            |                                  |                                  |                                     |                |          |
| 20                                                                                     | 15/07/1992 | Francfort  | Terre (ext.)                     | Jana Novotná                     | Park Sung-hee                       | 4-6, 6-2, 6-3  | Parcours |
| 20                                                                                     | 15/07/1992 | Francfort  | Terre (ext.)                     | Jana Novotná Andrea Strnadová    | Kim Il-soon Lee Jeong-myung         | 6-3, 6-3       | Parcours |
|                                                                                        |            |            |                                  |                                  |                                     |                |          |
| 1992 - 1/4 de finale (groupe mondial) - Australie - Tchécoslovaquie - 2 : 1            |            |            |                                  |                                  |                                     |                |          |
| 21                                                                                     | 17/07/1992 | Francfort  | Terre (ext.)                     | Nicole Provis                    | Jana Novotná                        | 7-5, 6-0       | Parcours |
| 21                                                                                     | 17/07/1992 | Francfort  | Terre (ext.)                     | Nicole Provis Rennae Stubbs      | Jana Novotná Andrea Strnadová       | 6-3, 6-3       | Parcours |
|                                                                                        |            |            |                                  |                                  |                                     |                |          |
| 1993 - 1er tour (groupe mondial) - Afrique du Sud - République tchèque - 1 : 2         |            |            |                                  |                                  |                                     |                |          |
| 22                                                                                     | 19/07/1993 | Francfort  | Terre (ext.)                     | Jana Novotná                     | Amanda Coetzer                      | 6-1, 6-4       | Parcours |
|                                                                                        |            |            |                                  |                                  |                                     |                |          |
| 1993 - 2e tour (groupe mondial) - République tchèque - Italie - 2 : 1                  |            |            |                                  |                                  |                                     |                |          |
| 23                                                                                     | 21/07/1993 | Francfort  | Terre (ext.)                     | Sandra Cecchini                  | Jana Novotná                        | 0-6, 6-2, 6-3  | Parcours |
| 23                                                                                     | 21/07/1993 | Francfort  | Terre (ext.)                     | Jana Novotná Helena Suková       | Sandra Cecchini Silvia Farina       | 6-2, 6-2       | Parcours |
|                                                                                        |            |            |                                  |                                  |                                     |                |          |
| 1993 - 1/4 de finale (groupe mondial) - République tchèque - France - 0 : 3            |            |            |                                  |                                  |                                     |                |          |
| 24                                                                                     | 23/07/1993 | Francfort  | Terre (ext.)                     | Nathalie Tauziat                 | Jana Novotná                        | 6-1, 0-6, 6-3  | Parcours |
|                                                                                        |            |            |                                  |                                  |                                     |                |          |
| 1996 - 1/4 de finale (groupe mondial II) - Canada - République tchèque - 0 : 3         |            |            |                                  |                                  |                                     |                |          |
| 25                                                                                     | 27/04/1996 | Vancouver  | Dur (ext.)                       | Jana Novotná                     | Jana Nejedly                        | 6-1, 6-1       | Parcours |
| 25                                                                                     | 27/04/1996 | Vancouver  | Dur (ext.)                       | Jana Novotná                     | Patricia Hy                         | 6-74, 6-0, 6-1 | Parcours |
| 25                                                                                     | 27/04/1996 | Vancouver  | Dur (ext.)                       | Jana Novotná Helena Suková       | Jill Hetherington Rene Simpson      | Non disputé    | Parcours |
|                                                                                        |            |            |                                  |                                  |                                     |                |          |
| 1996 - Barrage (groupe mondial I) - République tchèque - Argentine - 3 : 1             |            |            |                                  |                                  |                                     |                |          |
| 26                                                                                     | 13/07/1996 | Plzeň      | Moquette (int.)                  | Jana Novotná                     | Mercedes Paz                        | 6-1, 6-2       | Parcours |
| 26                                                                                     | 13/07/1996 | Plzeň      | Moquette (int.)                  | Florencia Labat Mercedes Paz     | Jana Novotná Helena Suková          | Non disputé    | Parcours |
|                                                                                        |            |            |                                  |                                  |                                     |                |          |
| 1997 - 1/2 finale (groupe mondial) - République tchèque - Pays-Bas - 2 : 3             |            |            |                                  |                                  |                                     |                |          |
| 27                                                                                     | 12/07/1997 | Prague     | Terre (ext.)                     | Jana Novotná                     | Miriam Oremans                      | 6-3, 6-0       | Parcours |
| 27                                                                                     | 12/07/1997 | Prague     | Terre (ext.)                     | Jana Novotná                     | Brenda Schultz                      | 7-63, 6-3      | Parcours |
| 27                                                                                     | 12/07/1997 | Prague     | Terre (ext.)                     | Manon Bollegraf Miriam Oremans   | Eva Martincová Jana Novotná         | 6-4, 7-65      | Parcours |
|                                                                                        |            |            |                                  |                                  |                                     |                |          |
| 1998 - 1/4 de finale (groupe mondial) - République tchèque - Suisse - 1 : 4            |            |            |                                  |                                  |                                     |                |          |
| 28                                                                                     | 18/04/1998 | Brno       | Moquette (int.)                  | Jana Novotná                     | Patty Schnyder                      | 3-6, 6-2, 6-3  | Parcours |
| 28                                                                                     | 18/04/1998 | Brno       | Moquette (int.)                  | Martina Hingis                   | Jana Novotná                        | 4-6, 6-3, 6-2  | Parcours |

## Classements WTA en fin de saison

### En simple
| Année | 1985 | 1986 | 1987 | 1988 | 1989 | 1990 | 1991 | 1992 | 1993 | 1994 | 1995 | 1996 | 1997 | 1998 |
| Rang  | 306  | 171  | 47   | 36   | 11   | 13   | 7    | 10   | 6    | 4    | 11   | 5    | 2    | 3    |

Source : (en) « Classements de Jana Novotná », sur le site officiel du WTA Tour

### En double
| Année | 1986 | 1987 | 1988 | 1989 | 1990 | 1991 | 1992 | 1993 | 1994 | 1995 | 1996 | 1997 | 1998 |
| Rang  | 137  | 24   | 13   | 5    | 2    | 1    | 4    | 4    | 4    | 2    | 3    | 6    | 3    |

Source : (en) « Classements de Jana Novotná », sur le site officiel du WTA Tour